# كاميلي روي
كاميلي روي هو ناقد أدبي وكاتب وقسيس كندي، ولد في 22 أكتوبر 1870 في بيرتييه سور مير في كندا، وتوفي في 24 يونيو 1943 في مدينة كيبك في كندا.

## وصلات خارجية
- كاميلي روي على موقع الموسوعة البريطانية (الإنجليزية)